# Пикок, Роналд
Роналд Пикок (англ. Ronald Peacock; 22 ноября 1907 — 1 июня 1993) — британский литературовед-германист.
Окончив Лидсский университет, стажировался в Берлине и Инсбруке, защитил в Марбургском университете диссертацию, посвящённую творчеству Томаса Манна. Вернувшись в Англию в 1931 году, преподавал в Лидсском университете (с 1939 года профессор), затем в 1945—1962 гг. в Манчестерском университете (в 1954—1956 гг. декан факультета искусств) и в 1962—1975 гг. в Бедфордском колледже Лондонского университета. В разные годы в качестве приглашённого профессора работал также в Гейдельбергском и Фрайбургском университетах. Почётный доктор Манчестерского университета (1977).
Опубликовал первую в Англии крупную работу о Гёльдерлине (1938), получившую в Англии широкое признание монографию «Важнейшие пьесы Гёте» (англ. Goethe's Major Plays; 1959), сборник статей «Поэт в театре» (англ. The Poet in the Theatre; 1946), рассматривающий драматическое творчество поэтов как на немецких, так и на английских примерах. Работы Пикока в области германистики затрагивают таких авторов, как Новалис, Шопенгауэр, Бюхнер. Проблемы эстетической теории затрагиваются в обобщающих книгах Пикока «Искусство драмы» (англ. The Art of Drama; 1957) и «Критика и личный вкус» (англ. Criticism and Personal Taste; 1972). Среди учеников Пикока был, в частности, Клаус Бок.